# Kläden (Dobbertin)
Kläden ist ein Ortsteil der Gemeinde Dobbertin im Amt Goldberg-Mildenitz im Landkreis Ludwigslust-Parchim in Mecklenburg-Vorpommern am nordwestlichen Rand des Naturparks Nossentiner/Schwinzer Heide.

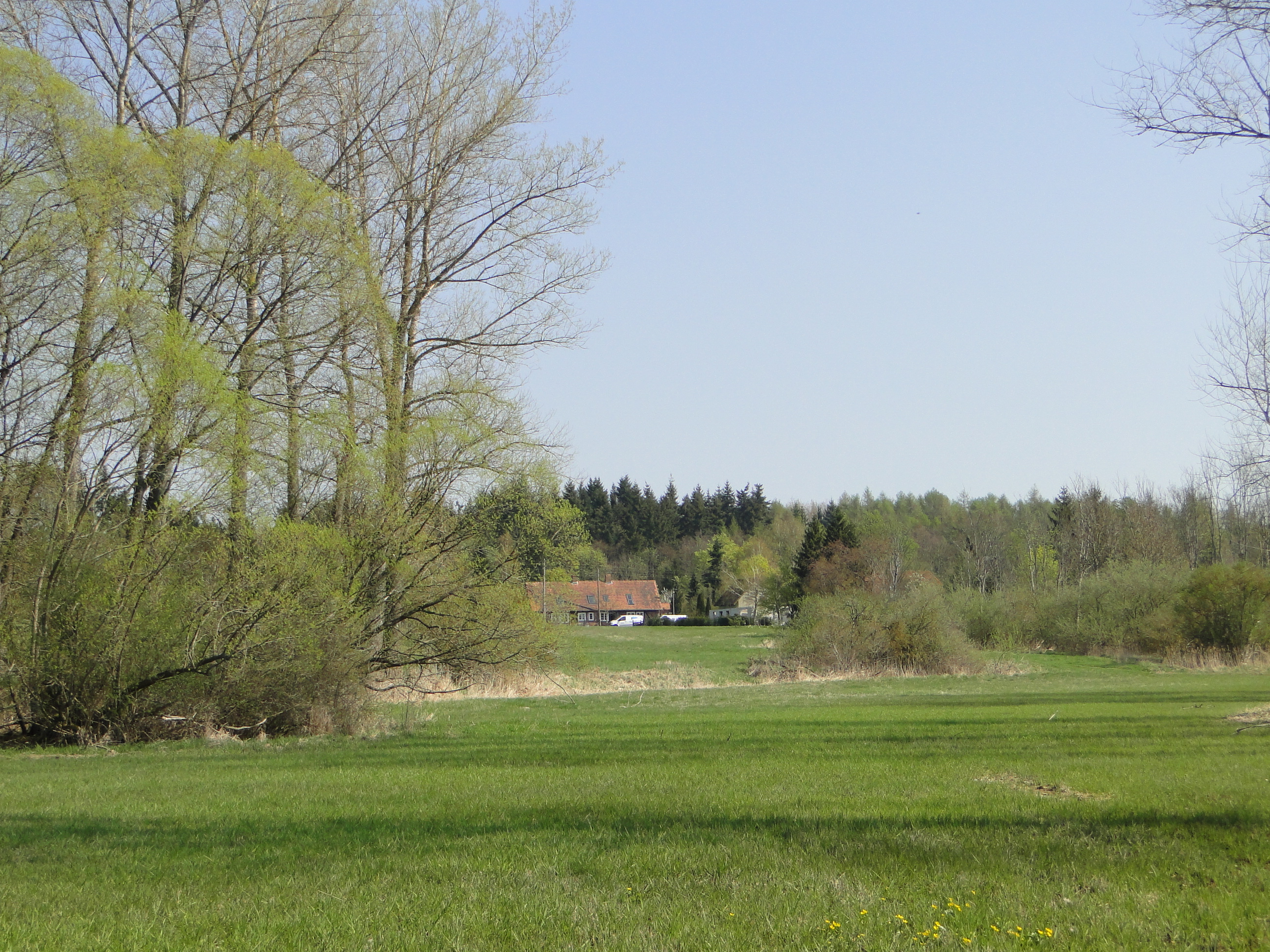
Blick auf Kläden von der Klädener Plage (2011)

Koordinaten: 53° 39′ N, 12° 3′ O

## Geographie
Das Dorf Kläden liegt drei Kilometer nördlich vom Klosterdorf Dobbertin. Südwestlich des Ortes befindet sich die Klädener Plage, ein trockengelegter See, der Bestandteil des Naturschutzgebiets Klädener Plage und Mildenitz-Durchbruchstal ist. Die einstige Seenfläche wird über Gräben in die am westlichen Rand fließende Mildenitz entwässert. Am Ufer des Woseriner Sees, zwei Kilometer nordwestlich des Ortes, befindet sich das Naturschutzgebiet Kläden.
Die Ortsbebauung liegt auf einer Geländehöhe von etwa 45 bis 50 m. ü. NHN. Der Klädener Berg östlich des Ortes erreicht eine Höhe von 63 Metern.
Einst führten wichtige, sich kreuzende Fernwege von Sternberg nach Goldberg sowie von Parchim nach Güstrow mit einem Übergang über die Mildenitz durch Kläden. Nordöstlich des Ortes verläuft heute die Bundesstraße 192 zwischen Sternberg und Goldberg.

## Geschichte
Im Umfeld des Ortes gibt es reichhaltige ur- und frühgeschichtliche Fundstellen, darunter eine Gruppe bronzezeitlicher Hügelgräber im Klädener Forst.
Slawische Scherben fand man up de Dörpstädt (auf der Dorfstätte) an der Mildenitz. Im Vermessungsregister von 1728 ist der Flurname Dorfstätte erwähnt. Die Ansiedlung lag 700 Meter westlich des heutigen Ortes Kläden auf einem spornähnlichen Hügelrücken im Mildenitzbogen. Auch 1275 beim Verkauf des Ortes Dobbin mit dem angrenzenden später wüst gewordenen Ort Devstorp durch Fürst Nicolaus von Werle an den Propst Volrad des Klosters Dobbertin wurde an der Belower Grenze zwischen dem Jawir See (Dobbertiner See) und dem Landweg nach Dobbertin der Acker dei Dörpstährt erwähnt. Ob Kläden bei der Vergrößerung des nördlichen Klostergebietes von deutschen Siedlern bereits am heutigen Ort oder auf besagter Dörpstädt angelegt wurde, ist bisher ungeklärt.
Der Name Clodene ist altslawisch. Klada steht für Baumstamm oder (Holz-)Klotz, kann also als Baum- und Rodeort gedeutet werden. Er weist damit auf eine schon von den Slawen vorgenommene Rodung hin. Im Jahr 1237 beurkundete Nikolaus, Fürst von Rostock, die Grenzen des Dobbertiner Klostergebietes, wozu auch Clodene mit seinen schieden (Grenzen) gehörte. Zu den Klosterbesitzungen gehörten schon der Bach Milnitz (Mildenitz) und der Wotrowitz See. Dieser erstreckte sich südlich von Kläden und hieß bis zu seiner Trockenlegung Klädener See (Nordbecken) bzw. Dobbiner See (Südbecken). Welche Bedeutung diese Gewässer für den Fischfang hatten, zeigt die Schlichtung eines Streits des Klosters Dobbertin mit Conrad und Hermann von Cramon über den Aalfang in der Mildenitz bei Kläden am 19. Juli 1313.
Kläden als strategisch wichtiger Ort gehörte damals mit Dobbin schon zur Pfarre des Klosters Dobbertin.
1402 verkaufte Balthasar zu Werle mit Zustimmung seiner Gemahlin Euphemia dem Propst Nicolaus, der Priorin Ludgard von Preen und dem ganzen Konvent des Klosters Dobbertin alle fürstlichen Rechte an den Dörfern Kleesten, Oldenstorf und Kläden.
1540 gab es in Kläden fünf Hufen und sechs Kossatenstellen, die alle besetzt waren. Infolge des mageren, für den Getreideanbau wenig geeigneten Bodens, traf die Verödung der Dörfer im Schwinzer Heidegebiet auch Kläden. Sie wurde durch die völlige Verwüstung im Dreißigjährigen Krieg verschärft, so dass die vorherige Ackerfläche meist mit Tannen bewachsen war. Man trennte den nördlichen Teil der Feldmark ab und legte darauf eine Schäferei namens de nie Hoff an; daraus wurde später der Ort Neuhof.
Im Klagebuch des Dobbertiner Klosteramtsgerichts ist 1591 zu lesen, dass die Klädener Kossaten als Kleinbauern mit geringem Landanteil Streit wegen der Ungleichheit an Acker hatten. Sie gelobten danach gleichmäßig zu teilen. Nach Unzucht mit dem Krüger Marcus Gluder und Claw Stockflet kam die Magd Grete Hanne 1592 vor das Klosteramtsgericht und 1597 gab es durch den Dorfschulzen Jürgen Frohkost und seinem Bruder Chim wilde Beschimpfungen gegen die Magd Diennes Dolge.
Im Jahr 1652, nach dem Dreißigjährigen Krieg, wollten die in Kläden verbliebenen Kossaten Jürgen Duncker, Jacob Schmidt und Jacob Wendt ihren Acker im Kläder Holtz abgeben, weil sie sich kaum noch davon ernähren konnten. 1662 sollen von elf früheren Wirtschaften acht wüst gelegen haben. 1674 war Jacob Wendt noch anwesend, doch 1699 verließen die letzten Kleinbauern mit Bauknecht Cheel Duncker das Dorf. Am 26. November 1699 konnte sich die Landtags-Kommission mit den anwesenden Klosterprovisoren Philipp Cuno von Bassewitz und Magnus Friedrich von Barner selbst vom schlechten Zustand auf den Bauernhöfen, in den Katen und in den Ställen überzeugen. Das Korn war verbraucht, neue Saat war nicht angeschafft und ein Pferd sogar verstorben. Das restliche Vieh hatte man an den Klädener Müller verkauft. Noch bis 1700 konnten sich die Klädener Kossaten mühsam auf ihren Stellen halten.

### Dorf

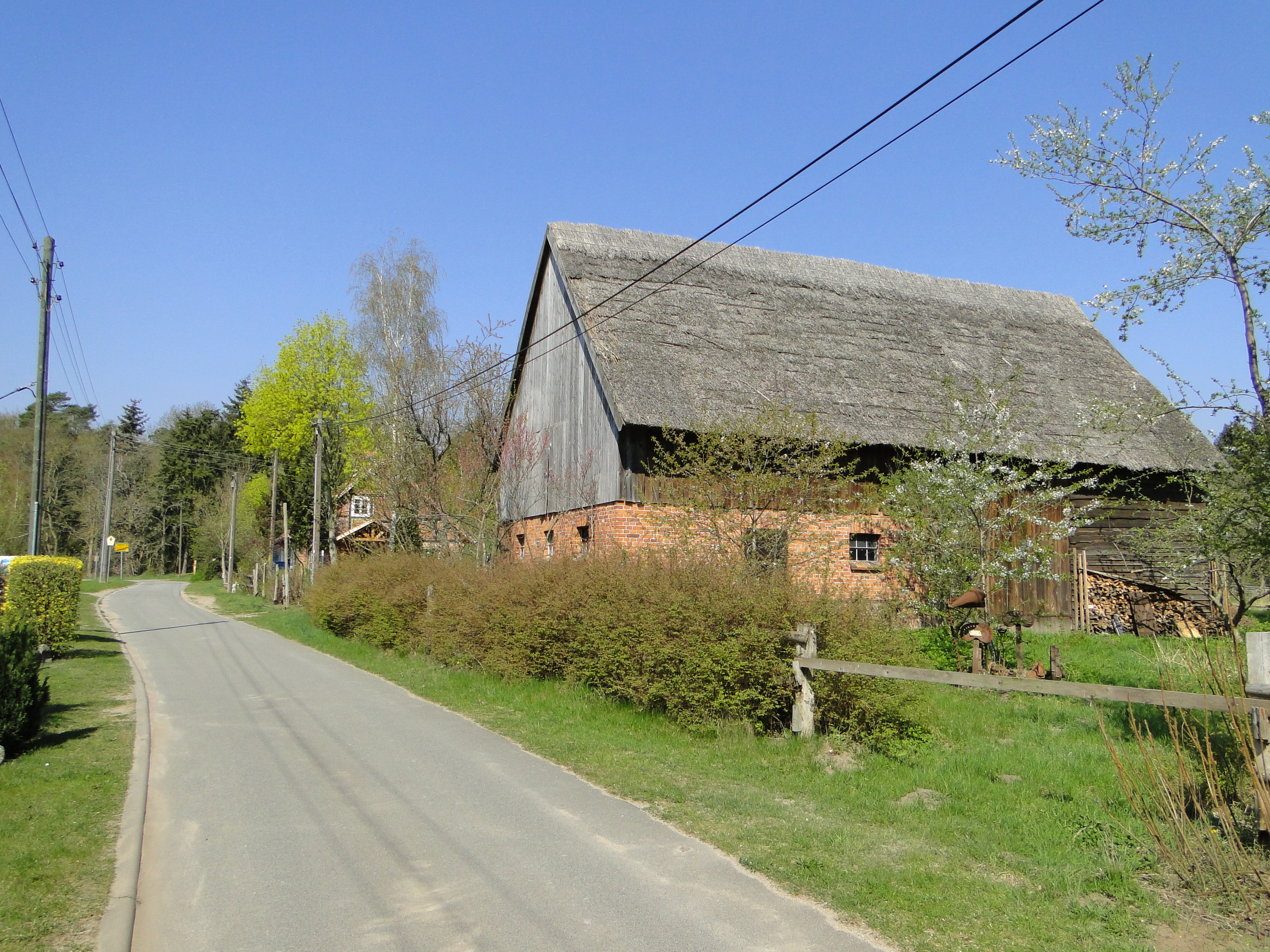
Scheune (2011)

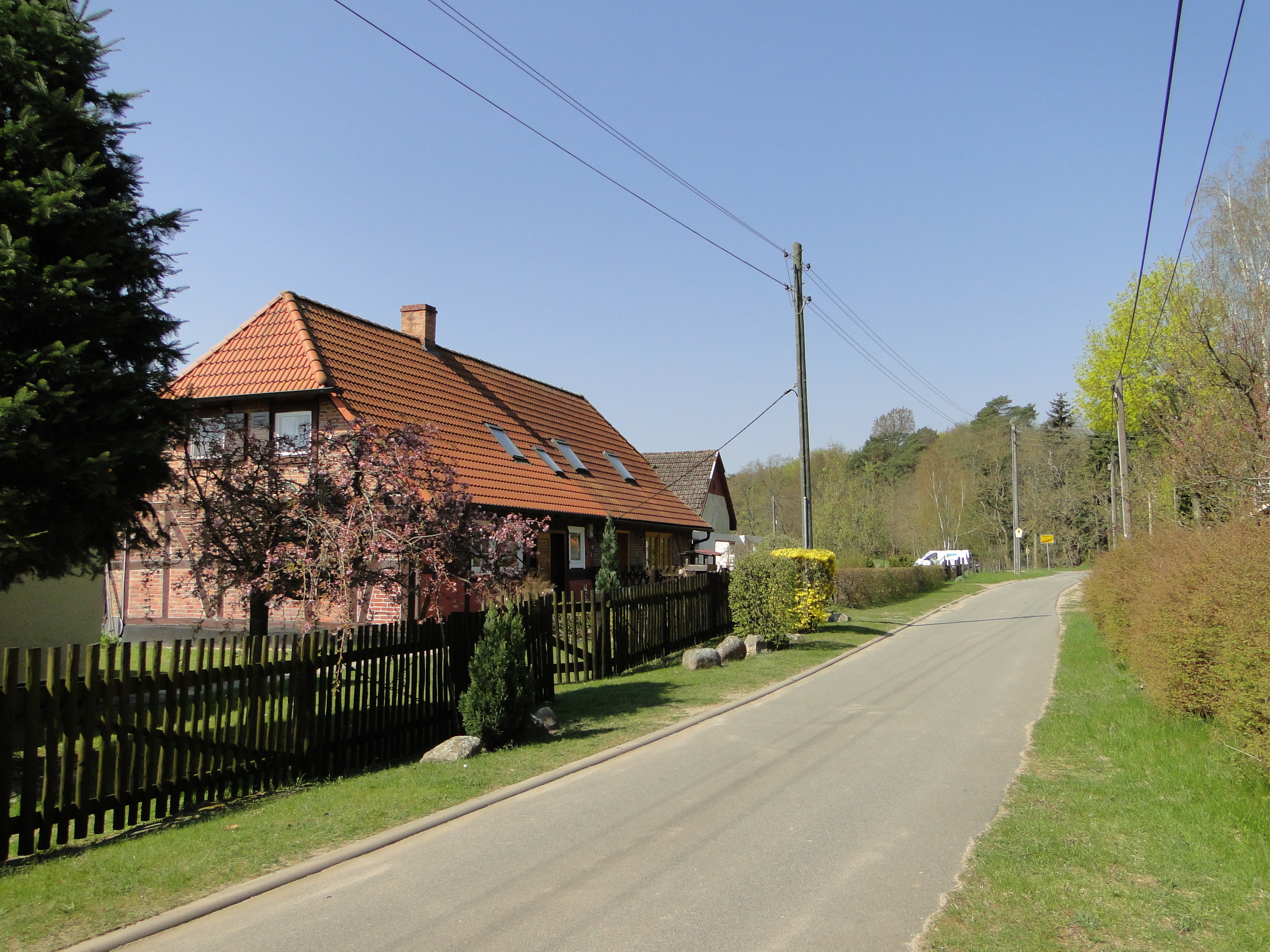
Katen (2011)

Nach 1700 unterschied man nur zwischen Kläden Schäferei und Kläden Mühle. Im Beichtkinderverzeichnis von 1704 waren vier Bewohner und ein Rademachergeselle eingeschrieben. Doch es gab noch eine selbstständige Klädener Feldmark. 1718 wurde im Klosteramtsgericht das Urteil gegen Esther Sophia von Wrangel und dem Holzvogt Joachim Neelsen zu Kläden wegen Unzucht bestätigt. Zum Waldbestand heißt es im Vermessungsregister von 1728: „Die Holzung besteht in Dannen. Die übrige Hölzung, worin Viehweide ist, gehört ans Kloster-Amt.“ Mit dem Schäfer Coord Bohnhoff, dem Müller Helmuth Plahn, dem Jäger Jochen Jacobs, dem Rademacher Caspar Havemann, dem Schulzen Hanß Duncker, Reiner Klevenow, Jochen Wendt und Hinrich Dantzer hatte Kläden 1751 insgesamt 24 Bewohner. 1786 wurde Prüsing der Schäfer.
Die Klädener Fischer befischten neben dem Klädener, noch den Dobbiner, den Nienhäger, den Schwarzen und Teile des Woseriner Sees, wie die Pachtkontrakte von 1737 und 1774 belegen. 1791 hatten die Klosterprovisoren von Blücher und von Meerheimb mit dem Fischer Christopher Buck einen neuen Pachtkontrakt abgeschlossen. Mit der nach 1798 begonnenen Absenkung des Klädener Sees gingen die Erträge bei der Fischereinutzung erheblich zurück.
Nach 1790 war der Ort dann dreigeteilt. An der Mildenitz stand die Wassermühle mit einer Scheune und dem Pferdestall. An den sich kreuzenden Landwegen von Parchim nach Güstrow und von Sternberg nach Dobbertin standen das alte Forsthaus mit dem Krug. Zum Klädener See hin, der heutigen Klädener Plage, befand sich die Schäferei mit dem Schäferhaus für zwei Hirten, der Scheune und dem Schafstall. 1804 gab es in Kläden schon fünf Katen für Forst- und Waldarbeiter.
Da der Fischer Jantzen 1834 Pachtschulden hatte, wurde die Fischerei bis 1881 an Fischer Fründ weiterverpachtet. 1883 übernahm der Klädener Fischer Engel auch die Schilfernte auf den Gewässern. Am Nienhäger See forderte er einen Platz für geschnittenes Rohr und zum Trocknen der Netze. 1901 übergab er hochbetagt die Fischerei an seinen Schwiegersohn Schultz. Nach den letzten Absenkungen von 1840 und der Trockenlegung des Dobbiner und Klädener Sees bis 1871 zur Grünlandgewinnung verlor der Fischfang in Kläden an Bedeutung.
Nach der Volkszählung vom 1. Dezember 1876 hatte Kläden 105 Einwohner, 1939 sollen es nur 99 Einwohner gewesen sein.
1904 wurde ein neuer Katen mit drei vollen und zwei Altenteilwohnungen für 8.245,53 Mark nach Abbruch des alten baufälligen Katens fertiggestellt. 1905 kam für zwei Wohnungen noch ein Stallgebäude hinzu. 1921 erhielt die Brunnenanlage eine zweite Pumpe und 1927 wohnten in Kläden noch 60 Menschen.
1952 wurde das Dorf an das Energienetz und 1971 an die Zentrale Wasserversorgung angeschlossen. 1984 hatte Kläden noch 15 Einwohner.

### Eingemeindung
Seit dem 1. April 1921 ist das zuvor noch zum Klosteramt Dobbertin gehörende Kläden ein Ortsteil der politischen Gemeinde Dobbertin. Am 30. August 1921 hatte der Gemeindevorstand für Kläden-Neuhof eine Ortssatzung erlassen.
Ab 1. Oktober 1922 wurde Spendin von Dobbertin getrennt und mit der Landgemeinde Kläden-Neuhof vereinigt.

### Forsthof

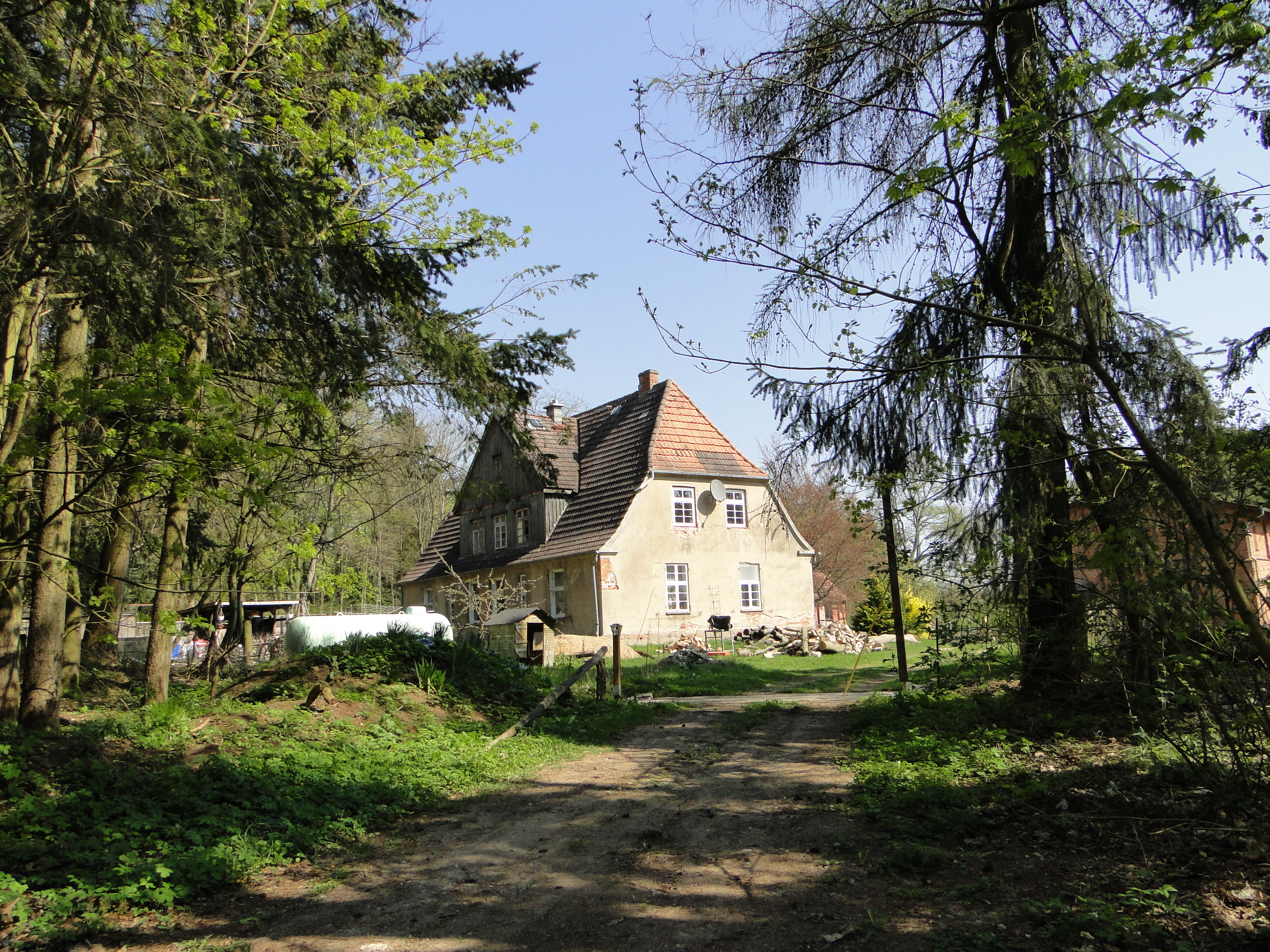
Forsthof (2011)

Bereits 1728 ließ die Dobbertiner Klosterverwaltung in Kläden einen Forsthof errichten. Dieser lag verkehrsmäßig günstig an den sich kreuzenden Fernwegen. So existierte dort auch ein Krug. Mit der Einrichtung des ersten Forsthofes im Klostergebiet und der Nutzung der nordwestlich gelegenen Waldflächen ergab sich eine sichere Einnahmequelle für das Kloster. Der Dobbertiner Provisor und Klosterhauptmann Jobst Hinrich von Bülow aus Woserin hatte neben der Errichtung einer Glashütte auch die forstwirtschaftliche Nutzung der sandigen Heideflächen angeordnet.
Im Beichtkinderverzeichnis von 1751 nennt der Dobbertiner Pastor Christian Hintzmann im Dorfe Cläden den Jäger und Förster Jochen Jacobs mit Ehefrau Marie Liese und Sohn Rudolf.
1773 war Sohn Rudolf als Förster mit seiner Frau auch als Gastwirt tätig. Am 2. Januar 1773 wurde Jacobs auf die Amtsstube des Neuen Amtshauses zu Dobbertin zur Vernehmung vor das Klosteramtsgericht wegen unterlassender Meldung geladen. Der aus dem Goldberger Stadtgefängnis ausgebrochene Schneider Guthmei hätte bei ihm im Krug übernachtet. Da er aber nicht aus dem Klostergefängnis entwichen sei, wurde durch den Klosterhauptmann August Friedrich von Strahlendorff das Verfahren eingestellt. 1784 gab es ein weiteres Gerichtsverfahren gegen den Dobbertiner Klosterbäcker Podolph, der den Klädener Försterwagen geklaut hatte.
1770 hatte die Klädener Forst 610 Hektar Wald. 1777 kamen zum Bau des Jägerhauses die Mauerziegel aus der klostereigenen Ziegelei in Lähnwitz. Der Pferdestall auf dem Forsthof war 1852 vollendet, die neue Scheune 1865.
Förster des Dobbertiner Forstamtes:
- 1751 Jochen Jacobsen
- 1773 Rudolf Jacobsen
- 1813–1826 Förster Jacobs
- 1830–1877 Förster C. Wendland
- 1857–1871 Förster Zebuhr, nach Sietow versetzt
- 1871–1909 Ludwig Kobow, Amtsjäger, Förster
- 1910–1937 Robert Mahncke, Stationsjäger, Förster, Revierförster, Oberförster
- 1939–1945 Karl Konrad Ernst Evers, Revierförster, Oberförster (danach im Lager Fünfeichen)
- 1946–1950 Hans Spillert
- 1951–1953 Hans Möller
- 1953–1955 Walter Götz, vorher Revierförster in Sandhof
- 1956–1968 Herbert Krull, abgelöst wegen Äußerungen zum Prager Frühling
- 1968–1969 Hubertus Richter
- 1969–2006 Holger Westphal, vorher Revierförster in Kleesten.

Das Klädener Forstrevier hatte in den Jahren 1902 und 1903 durch einen hohen Bestand von Rotwild und Schwarzwild erhebliche Ausgaben für Wildschäden und Wildwächter. 1912 hatte man auf dem Forsthof ein neues Viehhaus für 6.373 Mark erbaut, der Schweinestall erhielt einen Anbau und der Krug einen neuen Stall. Durch den Krieg fehlten seit 1914 auch im Klädener Forst Arbeitskräfte. Nach dem Bau eines dreihischigen Katens (Wohnhaus mit 3 Wohnungen) in Neuhof hatten die Waldarbeiter nur zwei Kilometer bis zum Klädener Forsthof.
Zum Forstrevier gehörten 1929 noch 1228 Hektar Wald, davon 160 Hektar Laubholz, 856,5 Hektar Nadelholz, 24,8 Hektar Niederwald und 141 Hektar Nebennutzungsflächen. Der Förster Mahncke hatte 34,2 Hektar Dienstland, davon 14,2 Hektar Acker, 6 Hektar Wiese, 12,3 Hektar Weide und 0,41 Hektar Garten mit 54 Obstbäumen. An Vieh hatte er drei Pferde, 12 Kühe, 12 Schweine und 12 Stück Jungvieh. Im Forstrevier gab einen guten Bestand an Rot- und Schwarzwild und wenig Jagdfrevel.
In den Nachkriegsjahren wurden 1951 in der Revierförsterei 84,9 Hektar Kahlschlagflächen gemeldet.
1965 wurde die alte Forstscheune abgerissen. Einige der historisch wertvollen Holzbalken fanden 1980 beim Bau des Fachwerkschuppens Verwendung, darunter auch ein Sturzriegel mit der Inschrift: ACH HERR SEI GNÄDIG LAS DISEM HAUSE HEIL WIDERFAHREN; ANNO 1748. Mit dem Abbruch des Schuppens verschwanden 1996 die letzten Zeugen eines über 200 Jahre alten Dorfkruges.
1982 brannten im Revier Kläden 0,5 Hektar Wald. am 1. Januar 2007 wurde der Forsthof Kläden geschlossen.

### Gebäude im Dorf

#### Schulhaus
Seit wann Kläden einen eigenen Schulraum hatte, ist nicht überliefert. Um 1848 wurde das massive Schulmeisterhaus mit zwei Altenteilwohnungen und einem Stall am Ortseingang gebaut. Schon 1845 war Lüthges als Dorfschullehrer tätig. Von 1866 bis 1886 war mit Köhn ein besonders tüchtiger Lehrer in Kläden. Seit 1890 war er unheilbar krank und starb 1893 in Kläden.
Für die Schulen im Klosteramtsgebiet wurde durch die Klosterprovisoren Josias von Plüskow, Diederich von Mecklenburg und dem Klosterhauptmann Wilhelm von Oertzen am 13. August 1886 eine neue Schulordnung erlassen.
1886 kam Lehrer Wendt nach Kläden und hatte 1888 neben freier Wohnung und Gehalt mit Alterszulage noch einen Garten, Acker- und Kartoffelland, eine Wiese und eine Weide für zwei Kühe, drei Schafe und zwei Gänse, dazu kamen Roggen, Gerste und Feuerung mit Tannen- und Buchenholz, sowie Torf und freien Arztbesuch.
Da kein unverheirateter Lehrer an der Klädener Schule unterrichten wollte und die Stelle unbesetzt blieb, mussten ab November 1901 die Kinder aus Kläden, Alte Mühle und dem Mildenitz-Katen bei jedem Wetter den drei bzw. fünf Kilometer langen Schulweg, teils in Holzpantoffeln, nach Dobbertin machen. Die Kinder von Neuhof gingen nach Altenhagen. Von einigen Tagelöhner gingen bis zu vier Kinder zur Schule. Erst 1903 ordnete der Klosterhauptmann Carl Friedrich von Lützow an: Da der zweite Dobbertiner Lehrer Popp ein Fahrrad besitze, könne er am Nachmittag den Weg nach Kläden schneller zurück legen und dort unterrichten. Damit war das Problem Lehrermangel an der Halbtagsschule gelöst. Nach Vollendung eines neuen Kathen und Räumung einer Forstarbeiterwohnung im dortigen Schulhaus
zog dort mit Beginn der Winterschule am 27. Oktober 1904 der neue Lehrer Buchholz aus Kurzen Trechow in die umgebaute Lehrerwohnung.
1920 wurden alle klösterlichen Schullehrer durch das Mecklenburg-Schwerinsche Ministerium für Unterricht zu Staatsbeamten ernannt. Der 1920 eingeführte Sportunterricht fand auf dem Turnplatz in Dobbertin statt, erst 1928 wurde auf der Lehrerkoppel in Kläden ein Turn- und Spielplatz eingerichtet. Durch fehlende Lehrmittel und Schulbänke war schon 1923 der Unterricht auch für den Lehrer Bernitt, der 1921 aus Jellen kam, unzumutbar geworden und für Knaben und Mädchen gab es kein getrenntes Abort. Eine Verlegung nach Dobbertin wurde erwogen.
Bis Kriegsende unterrichtete der Lehrer Evert in Kläden und zog 1946 nach Dobbertin. Ab Dezember 1945 gab es in Kläden wieder eine einklassige Schule mit einem Lehrer.
1953 wurde die Schule aufgelöst und die Kinder gingen nach Zidderich und Dobbertin zur Schule.

#### Friedhof mit Kapelle

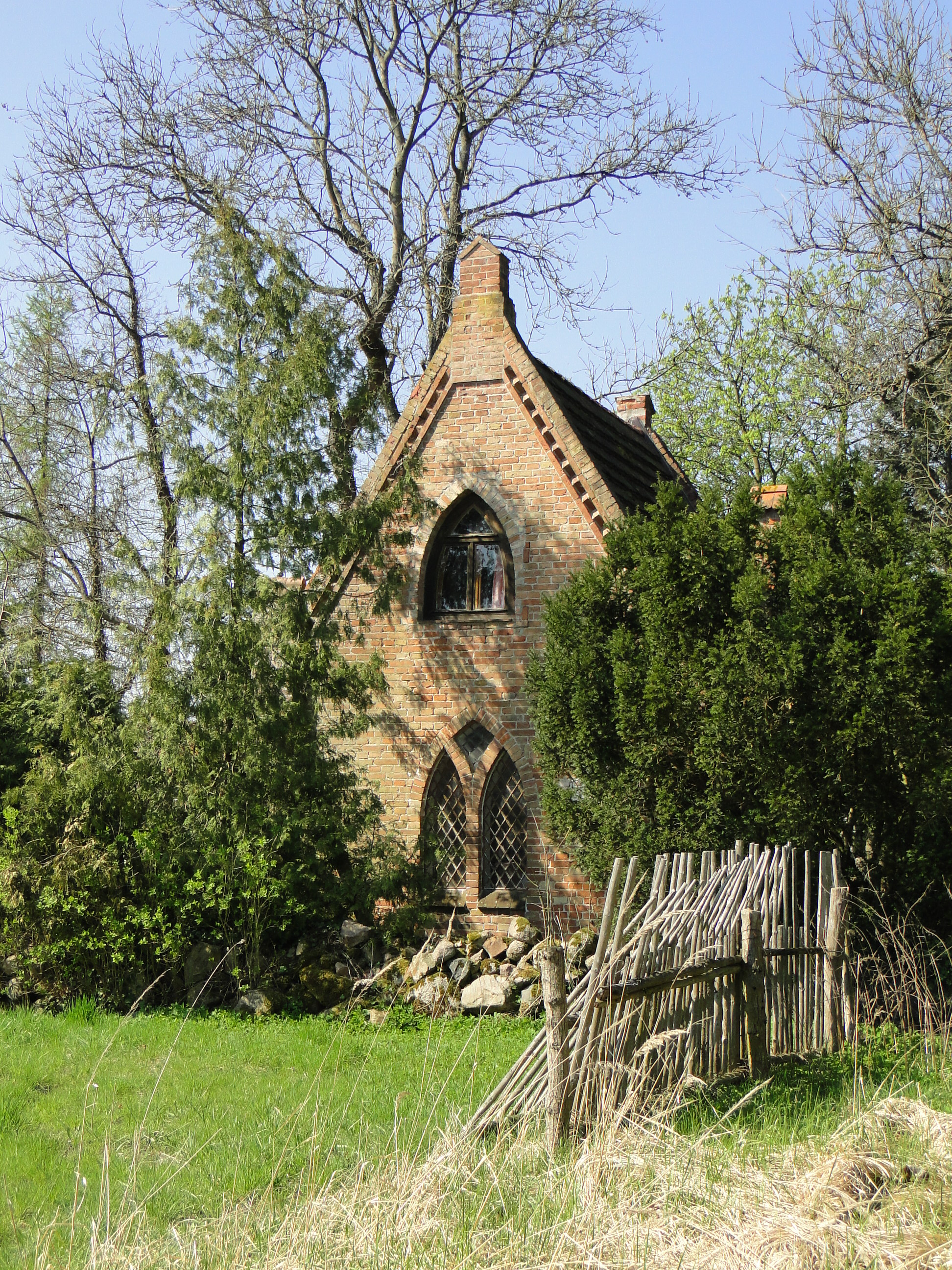
Ehemalige Kapelle (2011)

Der Friedhof befand sich schon 1804 als Begräbnisplatz mitten im Dorf zwischen dem Forsthof und der Schäferei. Schon 1859 wollte man auf dem Klädener Gottesacker eine Friedhofskapelle erbauen. Doch erst 1866 bat der Dobbertiner Pastor Friedrich Pleßmann die Klostervorsteher um die „Erbauung einer Leichenhalle auf dem Kirchhof zu Kläden zur Abhaltung der Leichenfeier ohne große Unträglichkeiten bei schlechtem Wetter.“ Wegen des Mangels an Mauersteinen wurde der Bau erst 1869 fertiggestellt.
1921 befand sich der Friedhof mit seiner beheizbaren Kapelle in einem schlechten Zustand. Die Steinmauer und das Eingangstor waren zu erneuern. Da der Dobbertiner Kirchgemeinde Geld fehlte, halfen sich die Klädener selbst. 1950 fehlten 400 Mauersteine zur Reparatur des Schornsteins und Bretter für einen neuen Fußboden. Nach den Reparaturen wurde die Kapelle von 1950 bis 1973 als Gemeinderaum genutzt. Wegen fehlender kirchlicher Nutzung wurde 1974 das Grundstück an einen Tierarzt vermietet. 1975 übernahm die Winkelmann-Gesellschaft aus Stendal das Grundstück und seit 1996 wird es durch eine Berliner Familie privat zum Wochenende genutzt.

#### Mühle

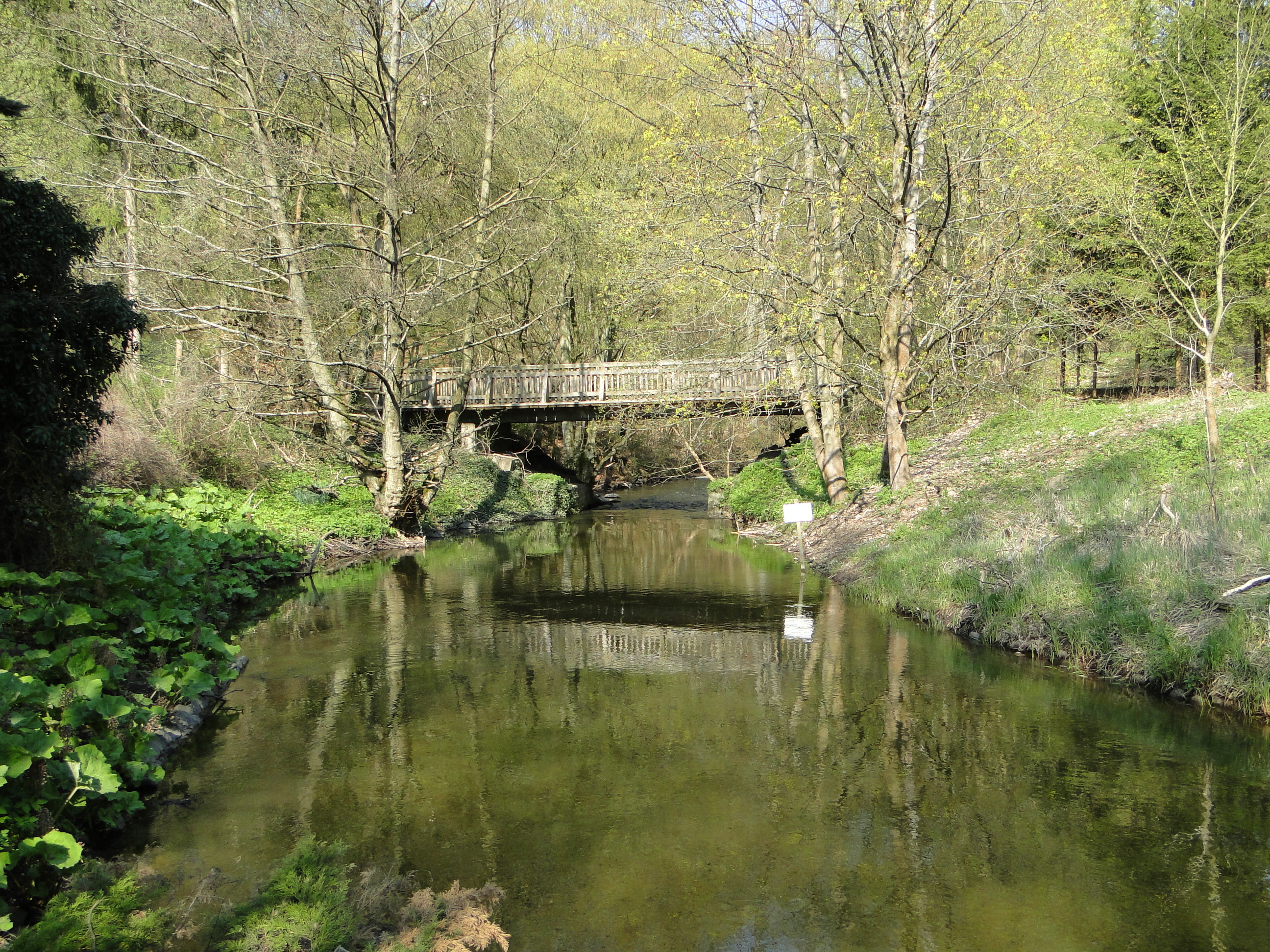
Brücke über die Mildenitz an der ehemaligen Mühle (2011)

Wann genau eine Wassermühle an der Mildenitz westlich von Kläden gebaut wurde, ist nicht überliefert. Vermutungen gehen auf den Dobbertiner Mühlenbauer Hinrik Glove zurück, der die Mühle am Jawir See, dem heutigen Dobbertiner See, baute und dessen Grabplatte sich im Kreuzgang des Dobbertiner Klosters befindet. Der Bruder Hinrichs als Mollenmeister schenkte 1371 den Klosternonnen sein Haus in Dobbertin.
Die Wassermühle stand aber schon 1593, als dem Müller Achim Hasse bei seiner Neueinstellung die Eidesleistung abgenommen wurde. Er pachtete vom Kloster das Wademeister Kamp bei Schlove und eine Wiese beim Barckwerder am Dobbiner See. 1598 wurde Peter Jentz als Müller in Kläden genannt.
1652 wurde durch das Klosteramtsgericht gegen den Schäferknecht Henning Brest wegen Mordversuchs an dem Klädener Müller Hans Saßen ermittelt. Der Klosterhauptmann Paschen von der Lühe bat sogar den Dekan der Juristischen Fakultät der Universität Rostock um Hilfe, das Ergebnis ist nicht bekannt.
1649 wurde das Dorf Kläden mit seiner Mühle im Dobbertiner Kirchspiel als eingepfarrt erwähnt. Ab 26. August 1675 hatten Dobbertiner Zimmerleute vier Tage beim Klädener Müller Jacob Dome am Mühlen-Haus gearbeitet und dabei auch die von Kayserlichen Reitern zerschlagene Scheunentür erneuert. 1682 wurde die Mühle erneut verpachtet.
Auf der Karte von Hoinckhusen liegt 1700 die Cläder Möll westlich des Dorfes an der Mildenitz zwischen dem Dobbiner und Schwarzen See. Um 1700 sind in Dobbertin eingepfarrt: das Kloster mit dem Amt und der Dobbertiner Mühle, die beiden Höfe Spendin und Neuhof, das Dorf Dobbertin, das Dorf Dobbin und das Dorf Kläden mit der Mühle. 1730 erfolgte eine Verpachtung. 1742 wurde ein Müller Rosin mit seinen Knechten Haas und Schumacher genannt. 1748 schlossen die Klosterprovisoren von Hobe und von Thomstorff sowie der Klosterhauptmann von Bülow aus Woserin mit dem Mühlenmeister Helmut Joachim Friedrich Plahn einen Kontrakt zur Mühlennutzung ab. Während einer Untersuchung der Bauten im Hoch-Adelichen Closters Dobbertin ist 1737 im Protokoll vermerkt Die Klähder Mühle ist soweit noch einiger maaßen im Stande, jedoch wird dieselbe bald einer Reparatur bedürffen.
Nach dem Beichtkinderverzeichnis von 1751 wohnten der Müller Helmuth Plahn und seine Frau Gret Dorthie sowie drei Knechte und ein Mädchen auf dem Mühlengehöft. Der Müller hatte neben dem Aalfang auch die Freiheit zu krügen, das heißt Bier auszuschenken. In einer Anzeige vom 28. August 1751 in den Mecklenburgischen Nachrichten, Fragen und Anzeigen ist zu lesen: Nachdem die Kläder Wasser- und Mastlower Wind-Mühle, Kloster-Amts Dobbertin belegen auf bevorstehenden Trinitatis 1752 erledigte, und am negstkommenden 15ten September h.a. beyde an einen Mann, und zwar an den Meistbietenden hinwieder verpachtet werden sollen. So wird denen Liebhabern solches hierdurch bekannt gemachet. Bey der Wasser-Mühle ist eine gute Stamp- auch Graupen-Mühle, imgleichen ein guter Aalfang. So ist auch eine ziemlich sowohl Winter- als auch Sommer-Aussaat, gute Heu-Werbung und einige Buch-Mast dabey befindlich. Der Müller hat uch Freyheit zu krügen, besonders sind diesen Mühlen viele Mahlgäste beygelegt. Im Hauptregister des jungfräulichen Klosteramtes Dobbertin ist 1754 zu lesen: „Clädener Mühle ist neu gebauet.“ Aus der klostereigenen Ziegelei in Lähnwitz kamen 3600 Mauersteine und aus der Mestliner Klosterziegelei 3800 Mauersteine. Nach einem Kontrakt mit dem Zimmerermeister Grohnwaldt waren der Müllerstall und die Scheune zu vergrößern. In Dobbertin wurde Das Neue Mühlen-Haus erst 1755 erbaut. Plahn ist noch 1757 Mühlenmeister auf der Alten Mühle und übernahm wüste Ackerflächen der Kossaten. 1772 erfolgte eine Verpachtung. Auf dem Plan der Ritterschaftlichen Brandversicherung von 1790 sind an der Mildenitz und dem Landweg von Parchim nach Güstrow das Wohnhaus mit der Mühle, die Scheune und ein Pferdestall verzeichnet.
1786 war Bleck neuer Mühlenmeister. Vor dem Klosteramtsgericht in Dobbertin verklagte 1809 Sophie Artner aus Sternberg den Klädener Müllergesellen Christian Lübcke wegen Schwängerung.
Seit wann die Mühle nicht mehr betrieben wurde, ist bisher ungeklärt.
1804 erfolgte der Ausbau des ehemaligen Mühlenhauses zu zwei Wohnungen für den Pächter Carl Leopold Stammer zu Neuhof. Neben der Scheune war die hölzerne Brücke noch verzeichnet. Nach der Volkszählung von 1850 lebten bei der Alten Mühle in dem zu vier Wohnungen ausgebauten Katen 20 Menschen. 1862 musste die alte baufällige hölzerne Brücke über die Mildenitz durch eine massive ersetzt werden. Die technische Aufsicht lag beim Parchimer Wasserbaumeister Garthe. 1869 befand sich nur noch ein Katen und ein Stall auf dem Mühlengehöft. Der letzte Katen mit drei Wohnungen wurde vor 1975 abgebrochen und die angrenzenden Flächen aufgeforstet. An der Einmündung der Bresenitz nahe dem Schwarzen See stand 1902 schon der Mildenitzkaten des Dobbertiner Klosteramtes.
Das heutige, auf der Südseite der Mildenitz stehende Wohnhaus wurde 1914 erbaut. 1973 als Wochenendgrundstück genutzt, befinden sich dort seit 1990 Ferienwohnungen.

## Denkmale

### Baudenkmale
Der Forsthof mit dem Forsthaus, der Scheune und dem Stall sowie der Friedhof mit seiner beheizbaren Kapelle stehen unter Denkmalschutz.

### Bodendenkmale
Im Klädener Forst wurden 1850 Steine zum Bau der Chaussee von Sternberg nach Dabel, der heutigen B 192, gebrochen. Dabei fand man unter den kleinen Erhöhungen mehrere bronzezeitliche Hügelgräber mit zerbrochenen Urnen sowie diverse Ringe und Nadeln. Sie gehören zu den geschützten Bodendenkmalen in Mecklenburg.

### Naturdenkmale

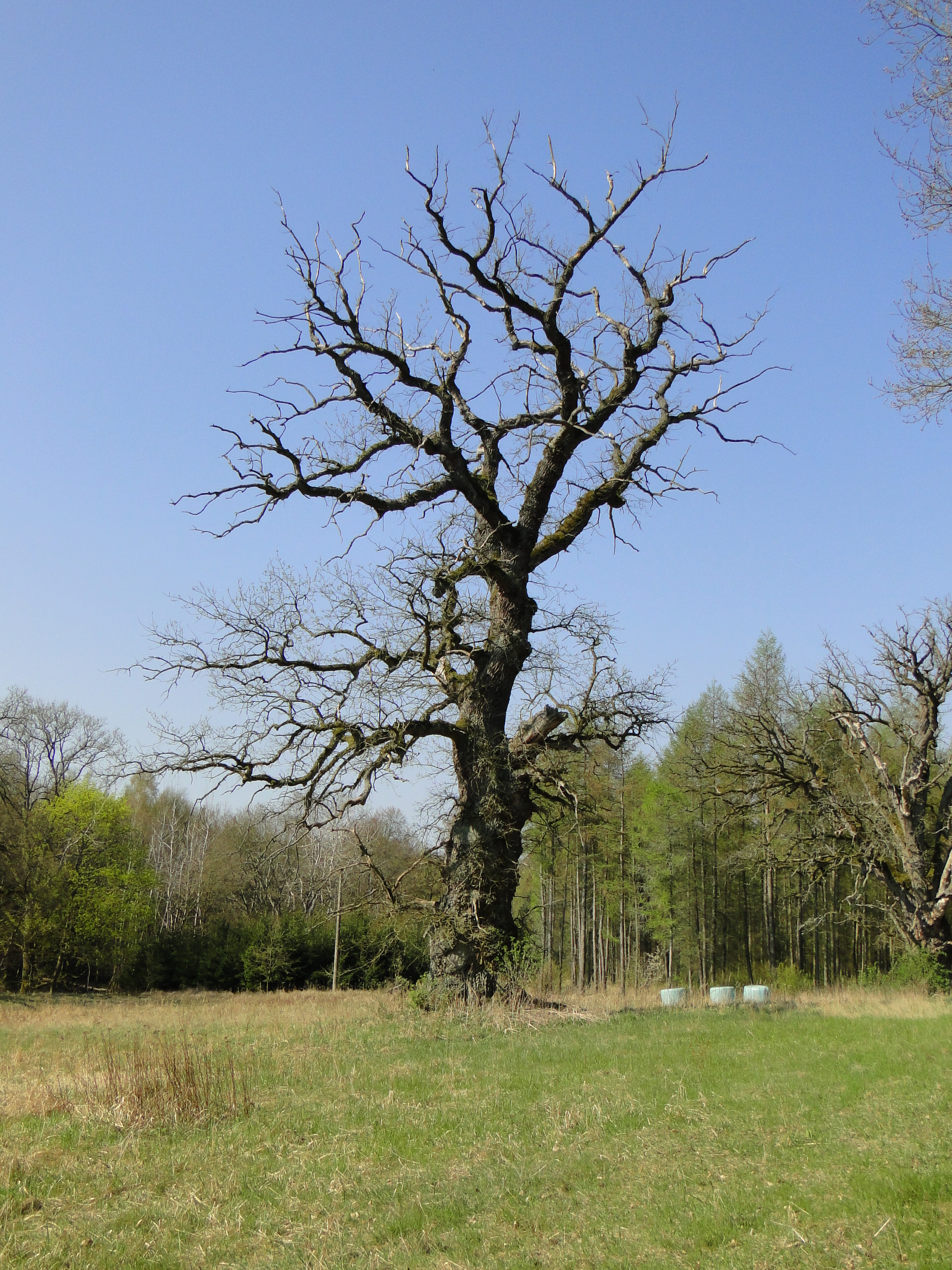
Denkmalgeschützte Stieleiche am Weg zur Alten Mühle (2011)

Nordöstlich der Ortschaft Kläden steht vor dem Klädener Berg in der Forst Kläden, Abt. 1380 eine Stieleiche (Quercus robur) mit einem Stammumfang von 7,30 Metern (Naturdenkmal Nr. 33). Sie gehört mit zu den ältesten Bäumen im Landkreis Ludwigslust-Parchim. Das Alter der Wächter-Eiche wird auf etwa 700 Jahre geschätzt.
Am Weg zur Alten Mühle befinden sich in der Forst Kläden, Abt. 1383 nördlich an der Mildenitz drei Stieleichen, die mit den Nummern 27, 28 und 29 ebenfalls als Naturdenkmal geführt werden.

### Naturschutzgebiet
Das Naturschutzgebiet Klädener Plage und Mildenitz-Durchbruchstal befindet sich südwestlich von Kläden. Das Durchbruchstal der Mildenitz zwischen der Alten Mühle und dem Schwarzen See ist als eines der drei mecklenburgischen Durchbruchstäler eine touristische Sehenswürdigkeit im Naturpark und kann auf einem Lehrpfad durchwandert werden.

### Gedruckte Quellen
- Mecklenburgisches Urkundenbuch (MUB)
- Mecklenburgische Jahrbücher (MJB)

### Ungedruckte Quellen
Landeshauptarchiv Schwerin (LHAS)
- LHAS 1.5-4/3 Urkunden Kloster Dobbertin, Regesten.
- LHAS 3.2-3/1 Landeskloster/Klosteramt Dobbertin
- LHAS 3.2-4 Ritterschaftliche Brandversicherung
- LHAS 5.11-2 Landtagsverhandlungen, Landtagsversammlungen, Landtagsprotokolle und Landtagsausschuß
- LHAS 5.12-3/1 Mecklenburg-Schwerinsches Ministerium des Innern.
- LHAS 5.12-4/2 Mecklenburgisches Ministerium für Landwirtschaft, Domänen und Forsten
- LHAS 10.63-1 Verein für mecklenburgische Geschichte und Altertumskunde

Landeskirchliches Archiv Schwerin (LKAS)
- LKAS, OKR Schwerin, Specialia, Abt. 1. Dobbertin, Nr. 037 Begräbnisplatz zu Kläden 1858–1870.

## Karten
- Bertram Christian von Hoinckhusen: Mecklenburg Atlas um 1700 mit Beschreibung der Aemter, Blatt 61 Beschreibung des Klosteramts Dobbertin.
- Topographisch oeconomisch und militaerische Charte des Herzogthums Mecklenburg-Schwerin 1758 Klosteramt Dobbertin mit der Sandpropstei vom Grafen Schmettau.
- Direktorial-Vermessungskarte Von dem Hochadelichen Dobbertinschen Klosteramt, 1759.
- Wiebekingsche Karte von Mecklenburg 1786.
- Preußische Landes-Aufnahme 1880, Großherzogthum Mecklenburg-Schwerin 1882, Dobbertin Nr. 846.
- Brouillion von dem Dorffelde Dobbertin zum Hochadel Kloster Dobbertin auf Verordnung Gemeinschaft Directorial Commission vermessen aus 1771 durch F. von See, retcifiert und gezeichnet im Jahre 1824 von C. A. Stüdemann.
- Charte von den Besitzungen des Klosters Dobbertin, Abteilung I. 1822, enthält Kläden, angefertigt nach vorhandenen Gutskarten Anno 1822 durch S. H. Zebuhr.
- Charte von der Dorffeldmark Dobbertin vermessen durch F. von See, eingestellt und chartiert 1842/43 durch H. C. Stüdemann, copiert 1868 durch S. H. Zebuhr.
- Wirtschaftskarte Forstamt Dobbertin 1927/1928.
- Offizielle Rad- und Wanderkarte Naturpark Nossentiner/Schwinzer Heide, 2010.